# Річард Денніс
Річард Денніс — біржовий спекулянт, більш відомий за прізвищем «Принц Ями», народився в Чикаго, в січні 1949 року. На початку 1970-х років він взяв у борг $1,600 і перетворив їх у $200 мільйонів протягом десяти років.